# توی ذهنم (ترانه الی گولدینگ)
«توی ذهنم» (به انگلیسی: On My Mind) ترانه‌ای از خواننده اهل بریتانیا الی گولدینگ برای سومین آلبوم استودیویی او، هذیان (۲۰۱۵) است. این ترانه در ۱۷ سپتامبر ۲۰۱۵ به عنوان تک‌آهنگ آغازین آلبوم منتشر شد. سرایش ترانه بر عهده الی گولدینگ، مکس مارتین و ایلیا سلمان‌زاده بوده‌است.